# Cronicile din Narnia: Prințul Caspian
Cronicile din Narnia: Prințul Caspian (titlu original: The Chronicles of Narnia: Prince Caspian) este un film american și britanic din 2008 regizat de Andrew Adamson. Rolurile principale au fost interpretate de actorii Ben Barnes, William Moseley, Anna Popplewell, Skandar Keynes, Georgie Henley și Sergio Castellitto. Este al doilea film din seria de filme Cronicile din Narnia.

## Distribuție
- William Moseley ca Peter Pevensie
- Anna Popplewell ca  Susan Pevensie
- Skandar Keynes ca Edmund Pevensie
- Georgie Henley ca Lucy Pevensie
- Ben Barnes ca Prințul Caspian
- Sergio Castellitto ca Regele Miraz
- Vincent Grass ca medicul Cornelius, mentorul prințului Caspian
- Alicia Borrachero ca Regina Prunaprismia
- Pierfrancesco Favino ca Generalul Glozelle
- Damián Alcázar ca domnul Sopespian
- Predrag Bjelac ca domnul Donnon
- Peter Dinklage ca piticul Trumpkin
- Warwick Davis ca Nikabrik, un pitic negru
- Tilda Swinton ca Jadis, Vrăjitoarea Albă
- Liam Neeson ca leul Aslan
- Eddie Izzard ca Reepicheep
- Harry Gregson-Williams ca veverița Pattertwig
- Ken Stott ca bursucul Trufflehunter
- David Walliams ca vocea (Ursului) Bulgy Bear
- Shane Rangi ca minotaurul Asterius
- Cornell John ca centaurul Ouragan